# روی مندز
روی مندز (انگلیسی: Roi Méndez؛ زادهٔ ۳۰ سپتامبر ۱۹۹۳) خواننده و بازیگر اهل اسپانیا است. وی از سال ۲۰۱۷ میلادی تاکنون مشغول فعالیت بوده است.